# Taxeotis aenigmatodes
Taxeotis aenigmatodes là một loài bướm đêm trong họ Geometridae.